# Großer Preis von São Paulo 2021
Der Große Preis von São Paulo 2021 (offiziell Formula 1 Heineken Grande Prêmio de São Paulo 2021) fand am 14. November auf dem Autódromo José Carlos Pace in São Paulo statt und war das 19. Rennen der Formel-1-Weltmeisterschaft 2021.

## Bericht

### Hintergründe
Nach dem Großen Preis von Mexiko führte Max Verstappen in der Fahrerwertung mit 19 Punkten vor Lewis Hamilton und mit 127,5 Punkten vor Valtteri Bottas. In der Konstrukteurswertung führte Mercedes mit einem Punkt vor Red Bull Racing und mit 210 Punkten vor Ferrari. In der Fahrerweltmeisterschaft konnten nur noch Verstappen und Hamilton Weltmeister werden.
Im Rahmen des Grand Prix wurde, wie bereits beim Großen Preis von Großbritannien und dem Großen Preis von Italien, ein Sprint-Qualifying ausgetragen. Am Freitag fand lediglich ein einstündiges freies Training statt, bevor am selben Tag das Qualifying im üblichen Modus ausgetragen wurde. Das Ergebnis des Qualifyings bestimmte die Startreihenfolge für das am Samstag stattgefundene Sprintrennen über eine Distanz von 100 Kilometer, das ohne Pflicht-Boxenstopp absolviert wurde. Am Samstagmorgen vor dem Sprintrennen fand ein zweites freies Training statt. Die Platzierungen im Sprintrennen bestimmten die Startaufstellung für den Grand Prix am Sonntag. Für die drei bestplatzierten Fahrer des Sprintrennens wurden zusätzliche Weltmeisterschaftspunkte für Fahrer- und Konstrukteurswertung vergeben: Der Sieger erhielt drei, der Zweitplatzierte zwei und der Drittplatzierte einen Punkt.
Lando Norris (acht), Sergio Pérez (sieben), Sebastian Vettel, Nikita Masepin, Nicholas Latifi (jeweils sechs), Lance Stroll (fünf), Bottas, George Russell, Yuki Tsunoda (jeweils vier), Antonio Giovinazzi, Pierre Gasly (jeweils drei), Charles Leclerc, Kimi Räikkönen, Verstappen, Hamilton, Fernando Alonso (jeweils zwei), Carlos Sainz jr. und Esteban Ocon (jeweils einer) gingen mit Strafpunkten ins Wochenende.
Da der Große Preis von São Paulo zum ersten Mal ausgetragen wurde, trat kein ehemaliger Sieger zu diesem Grand Prix an. Vettel (dreimal), Hamilton (zweimal), Räikkönen und Verstappen (jeweils einmal) konnten jedoch bereits Große Preise von Brasilien gewinnen, welche ebenfalls auf dem Autódromo José Carlos Pace ausgetragen wurden.
Als Rennkommissare für dieses Rennwochenende fungierten Tim Mayer (USA), Matteo Perini (ITA), Vitantonio Liuzzi (ITA) und Roberto Pupo Moreno (BRA).

### Erstes freies Training
Im ersten freien Training erzielte Hamilton in 1:09,050 Minuten die Bestzeit vor Verstappen und Pérez.

### Qualifying
Das Qualifying bestand aus drei Teilen mit einer Nettolaufzeit von 45 Minuten. Im ersten Qualifying-Segment (Q1) hatten die Fahrer 18 Minuten Zeit, um sich für den Sprint zu qualifizieren. Alle Fahrer, die im ersten Abschnitt eine Zeit erzielten, die maximal 107 Prozent der schnellsten Rundenzeit betrug, qualifizierten sich. Die besten 15 Fahrer erreichten den nächsten Teil. Hamilton war Schnellster, die Haas- und Williams-Piloten sowie Stroll schieden aus.
Der zweite Abschnitt (Q2) dauerte 15 Minuten. Die schnellsten zehn Piloten qualifizierten sich für den dritten Teil des Qualifyings. Hamilton war erneut Schnellster, die Alfa-Romeo-Piloten sowie Tsunoda, Vettel und Ocon schieden aus.
Der letzte Abschnitt (Q3) ging über eine Zeit von zwölf Minuten, in denen die ersten zehn Startpositionen vergeben wurden. Hamilton fuhr in 1:07,934 Minuten die schnellste Zeit vor Verstappen und Bottas.
Am Samstagmorgen wurde Hamilton von der Qualifyingsession disqualifiziert, da sein Heckflügel nicht den Regularien des DRS-Systems entsprach. Mercedes wurde die schriftliche Erlaubnis erteilt, den Heckflügel durch ein dem Reglement entsprechendes Teil auszutauschen, Hamilton wurde aber für den Sprint an das Ende des Feldes strafversetzt. Verstappen erhielt für das Berühren von Hamiltons Heckflügel unter Parc-fermé-Bedingungen eine Geldstrafe von 50.000 Euro.

### Zweites freies Training
Alonso erzielte mit einer Rundenzeit von 1:11,238 Minuten die Bestzeit vor Verstappen und Bottas.

### Sprint-Qualifying
Bottas gewann das Sprint-Qualifying, welches über 24 Runden auf dem Autódromo José Carlos Pace ging, vor Verstappen und Sainz jr. Hamilton, der vom Ende des Feldes startete, gelang es dabei bis auf den fünften Platz vorzufahren.

### Rennen
Aufgrund eines Motorenwechsels wurde Hamilton für das Rennen um fünf Startplätze nach hinten versetzt, er startete das Rennen also vom zehnten Platz. Räikkönen musste aufgrund eines Heckflügelwechsels aus der Boxengasse starten. Beim Start zogen Verstappen und Pérez sofort an Bottas vorbei. Sainz jr. und Norris berührten sich, dabei erlitt Norris einen Reifenschaden. In der fünften Runde war Hamilton bereits an Sainz jr., Leclerc und Bottas vorbei und lag hinter den beiden Red-Bull-Piloten.
Da der Frontflügel von Tsunodas Wagen nach einer Kollision mit Stroll im Bereich von Kurve zwei auf der Strecke lag, wurde das Safety-Car auf die Strecke geschickt, um die Trümmer bergen zu können. Verstappen gewann den Restart, jedoch gab es kurze Zeit später ein virtuelles Safety-Car, ausgelöst durch Schumacher. Tsunoda erhielt eine Zeitstrafe von zehn Sekunden für seinen Unfall mit Stroll.
Kurz nach der Freigabe des Rennens überholte Hamilton Pérez. In Runde 27 wechselte Hamilton die Reifen und versuchte so einen Undercut gegen Verstappen, der jedoch ohne Erfolg blieb. Da der Aston Martin von Stroll Teile auf der Strecke verloren hatten, gab es eine erneute virtuelle-Safety-Car-Phase.
Verstappen führte weiter knapp vor Hamilton. Auch nach einem weiteren Boxenstopp blieb die Reihenfolge unverändert. Hamilton griff in Runde 47 Verstappen an, der beim Verteidigen seiner Position die Strecke verließ, Hamilton mit raus drückte und vorne blieb. Die Rennleitung leitete keine Untersuchung dieser Situation ein, sondern verwarnte Verstappen lediglich dafür, dass er kurz darauf mehrfach auf der Geraden seine Spur wechselte. In Runde 57 überholte Hamilton Verstappen dann doch noch und übernahm die Führung und behielt dieses bis zum Ende.
Hamilton gewann das Rennen vor Verstappen und Bottas. Die restlichen Punkteplatzierungen belegten Pérez, Leclerc, Sainz jr., Gasly, Ocon, Alonso und Norris. Pérez erzielte die schnellste Rennrunde, wofür er einen zusätzlichen Punkt erhielt.
In der Fahrerwertung und der Konstrukteurswertung blieben die ersten drei Positionen unverändert.
Nach dem Rennen gab es noch eine Untersuchung gegen Hamilton. Da er sich auf der Auslaufrunde abgeschnallt hatte, musste er 5.000 Euro Strafe bezahlen, 20.000 Euro wurden zur Bewährung ausgesetzt.

## Meldeliste
| Team                            | Nr. | Fahrer             | Chassis                           | Motor                             | Reifen |
| ------------------------------- | --- | ------------------ | --------------------------------- | --------------------------------- | ------ |
| Mercedes-AMG Petronas F1 Team   | 44  | Lewis Hamilton     | Mercedes-AMG F1 W12 E Performance | Mercedes-AMG F1 M12 E Performance | P      |
| Mercedes-AMG Petronas F1 Team   | 77  | Valtteri Bottas    | Mercedes-AMG F1 W12 E Performance | Mercedes-AMG F1 M12 E Performance | P      |
| Red Bull Racing Honda           | 33  | Max Verstappen     | Red Bull Racing RB16B             | Honda RA621H                      | P      |
| Red Bull Racing Honda           | 11  | Sergio Pérez       | Red Bull Racing RB16B             | Honda RA621H                      | P      |
| McLaren F1 Team                 | 03  | Daniel Ricciardo   | McLaren MCL35M                    | Mercedes-AMG F1 M12 E Performance | P      |
| McLaren F1 Team                 | 04  | Lando Norris       | McLaren MCL35M                    | Mercedes-AMG F1 M12 E Performance | P      |
| Aston Martin Cognizant F1 Team  | 18  | Lance Stroll       | Aston Martin AMR21                | Mercedes-AMG F1 M12 E Performance | P      |
| Aston Martin Cognizant F1 Team  | 05  | Sebastian Vettel   | Aston Martin AMR21                | Mercedes-AMG F1 M12 E Performance | P      |
| Alpine F1 Team                  | 14  | Fernando Alonso    | Alpine A521                       | Renault E-Tech 20B                | P      |
| Alpine F1 Team                  | 31  | Esteban Ocon       | Alpine A521                       | Renault E-Tech 20B                | P      |
| Scuderia Ferrari Mission Winnow | 16  | Charles Leclerc    | Ferrari SF21                      | Ferrari 065/6                     | P      |
| Scuderia Ferrari Mission Winnow | 55  | Carlos Sainz jr.   | Ferrari SF21                      | Ferrari 065/6                     | P      |
| Scuderia AlphaTauri Honda       | 22  | Yuki Tsunoda       | AlphaTauri AT02                   | Honda RA621H                      | P      |
| Scuderia AlphaTauri Honda       | 10  | Pierre Gasly       | AlphaTauri AT02                   | Honda RA621H                      | P      |
| Alfa Romeo Racing Orlen         | 07  | Kimi Räikkönen     | Alfa Romeo Racing C41             | Ferrari 065/6                     | P      |
| Alfa Romeo Racing Orlen         | 99  | Antonio Giovinazzi | Alfa Romeo Racing C41             | Ferrari 065/6                     | P      |
| Uralkali Haas F1 Team           | 09  | Nikita Masepin     | Haas VF-21                        | Ferrari 065/6                     | P      |
| Uralkali Haas F1 Team           | 47  | Mick Schumacher    | Haas VF-21                        | Ferrari 065/6                     | P      |
| Williams Racing                 | 63  | George Russell     | Williams FW43B                    | Mercedes-AMG F1 M12 E Performance | P      |
| Williams Racing                 | 06  | Nicholas Latifi    | Williams FW43B                    | Mercedes-AMG F1 M12 E Performance | P      |

## Klassifikationen

### Qualifying
| Pos.                                                                      | Fahrer             | Konstrukteur              | Q1       | Q2       | Q3       | Sprint- Start |
| ------------------------------------------------------------------------- | ------------------ | ------------------------- | -------- | -------- | -------- | ------------- |
| 01                                                                        | Max Verstappen     | Red Bull Racing-Honda     | 1:09,329 | 1:08,499 | 1:08,372 | 01            |
| 02                                                                        | Valtteri Bottas    | Mercedes                  | 1:09,040 | 1:08,426 | 1:08,469 | 02            |
| 03                                                                        | Sergio Pérez       | Red Bull Racing-Honda     | 1:09,172 | 1:08,973 | 1:08,483 | 03            |
| 04                                                                        | Pierre Gasly       | AlphaTauri-Honda          | 1:09,347 | 1:08,903 | 1:08,777 | 04            |
| 05                                                                        | Carlos Sainz jr.   | Ferrari                   | 1:09,046 | 1:09,031 | 1:08,826 | 05            |
| 06                                                                        | Charles Leclerc    | Ferrari                   | 1:09,155 | 1:08,859 | 1:08,960 | 06            |
| 07                                                                        | Lando Norris       | McLaren-Mercedes          | 1:09,365 | 1:09,030 | 1:08,980 | 07            |
| 08                                                                        | Daniel Ricciardo   | McLaren-Mercedes          | 1:09,374 | 1:09,093 | 1:09,039 | 08            |
| 09                                                                        | Fernando Alonso    | Alpine-Renault            | 1:09,391 | 1:09,137 | 1:09,113 | 09            |
| 10                                                                        | Esteban Ocon       | Alpine-Renault            | 1:09,430 | 1:09,189 | –        | 10            |
| 11                                                                        | Sebastian Vettel   | Aston Martin-Mercedes     | 1:09,451 | 1:09,399 | –        | 11            |
| 12                                                                        | Yuki Tsunoda       | AlphaTauri-Honda          | 1:09,350 | 1:09,483 | –        | 12            |
| 13                                                                        | Kimi Räikkönen     | Alfa Romeo Racing-Ferrari | 1:09,598 | 1:09,503 | –        | 13            |
| 14                                                                        | Antonio Giovinazzi | Alfa Romeo Racing-Ferrari | 1:09,342 | 1:10,227 | –        | 14            |
| 15                                                                        | Lance Stroll       | Aston Martin-Mercedes     | 1:09,663 | –        | –        | 15            |
| 16                                                                        | Nicholas Latifi    | Williams-Mercedes         | 1:09,897 | –        | –        | 16            |
| 17                                                                        | George Russell     | Williams-Mercedes         | 1:09,953 | –        | –        | 17            |
| 18                                                                        | Mick Schumacher    | Haas-Ferrari              | 1:10,329 | –        | –        | 18            |
| 19                                                                        | Nikita Masepin     | Haas-Ferrari              | 1:10,589 | –        | –        | 19            |
| 107-Prozent-Zeit: 1:13,544 min (bezogen auf Q1-Bestzeit von 1:08,733 min) |                    |                           |          |          |          |               |
| DSQ                                                                       | Lewis Hamilton     | Mercedes                  | 1:08,733 | 1:08,068 | 1:07,934 | 20            |

Anmerkungen
1. ↑  Hamilton wurde wegen eines Verstoßes gegen die DRS-Regulierungen von der Qualifying-Session disqualifiziert.

### Sprint-Qualifying
| Pos. | Fahrer             | Konstrukteur              | Runden | Zeit       | Sprint- Start | Renn- start |
| ---- | ------------------ | ------------------------- | ------ | ---------- | ------------- | ----------- |
| 01   | Valtteri Bottas    | Mercedes                  | 24     | 29:09,559  | 02            | 01          |
| 02   | Max Verstappen     | Red Bull Racing-Honda     | 24     | + 1,170    | 01            | 02          |
| 03   | Carlos Sainz jr.   | Ferrari                   | 24     | + 18,723   | 05            | 03          |
| 04   | Sergio Pérez       | Red Bull Racing-Honda     | 24     | + 19,787   | 03            | 04          |
| 05   | Lewis Hamilton     | Mercedes                  | 24     | + 20,872   | 20            | 10          |
| 06   | Lando Norris       | McLaren-Mercedes          | 24     | + 22,558   | 07            | 05          |
| 07   | Charles Leclerc    | Ferrari                   | 24     | + 25,056   | 06            | 06          |
| 08   | Pierre Gasly       | AlphaTauri-Honda          | 24     | + 34,158   | 04            | 07          |
| 09   | Esteban Ocon       | Alpine-Renault            | 24     | + 34,632   | 10            | 08          |
| 10   | Sebastian Vettel   | Aston Martin-Mercedes     | 24     | + 34,867   | 11            | 09          |
| 11   | Daniel Ricciardo   | McLaren-Mercedes          | 24     | + 35,869   | 08            | 11          |
| 12   | Fernando Alonso    | Alpine-Renault            | 24     | + 36,578   | 09            | 12          |
| 13   | Antonio Giovinazzi | Alfa Romeo Racing-Ferrari | 24     | + 41,880   | 14            | 13          |
| 14   | Lance Stroll       | Aston Martin-Mercedes     | 24     | + 44,037   | 15            | 14          |
| 15   | Yuki Tsunoda       | AlphaTauri-Honda          | 24     | + 46,150   | 12            | 15          |
| 16   | Nicholas Latifi    | Williams-Mercedes         | 24     | + 46,760   | 16            | 16          |
| 17   | George Russell     | Williams-Mercedes         | 24     | + 47,739   | 17            | 17          |
| 18   | Kimi Räikkönen     | Alfa Romeo Racing-Ferrari | 24     | + 50,014   | 13            | Box         |
| 19   | Mick Schumacher    | Haas-Ferrari              | 24     | + 1:01,680 | 18            | 18          |
| 20   | Nikita Masepin     | Haas-Ferrari              | 24     | + 1:07,474 | 19            | 19          |

Anmerkungen
1. ↑  Hamilton wurde wegen eines Motorenwechsels um fünf Startplätze nach hinten versetzt.
2. ↑  Räikkönen musste aus der Boxengasse starten, da an seinem Wagen Teile ausgetauscht wurden, als er unter Parc-fermé-Bedingungen stand.

### Rennen
| Pos. | Fahrer             | Konstrukteur              | Runden | Stopps | Zeit        | Start | Schnellste Runde |
| ---- | ------------------ | ------------------------- | ------ | ------ | ----------- | ----- | ---------------- |
| 01   | Lewis Hamilton     | Mercedes                  | 71     | 2      | 1:32:22,851 | 10    | 1:11,982 (46.)   |
| 02   | Max Verstappen     | Red Bull Racing-Honda     | 71     | 2      | + 10,496    | 02    | 1:12,486 (47.)   |
| 03   | Valtteri Bottas    | Mercedes                  | 71     | 2      | + 13,576    | 01    | 1:12,526 (49.)   |
| 04   | Sergio Pérez       | Red Bull Racing-Honda     | 71     | 3      | + 39,940    | 04    | 1:11,010 (71.)   |
| 05   | Charles Leclerc    | Ferrari                   | 71     | 2      | + 49,517    | 06    | 1:12,822 (61.)   |
| 06   | Carlos Sainz jr.   | Ferrari                   | 71     | 2      | + 51,820    | 03    | 1:12,710 (63.)   |
| 07   | Pierre Gasly       | AlphaTauri-Honda          | 70     | 2      | + 1 Runde   | 07    | 1:13,227 (53.)   |
| 08   | Esteban Ocon       | Alpine-Renault            | 70     | 1      | + 1 Runde   | 08    | 1:14,430 (48.)   |
| 09   | Fernando Alonso    | Alpine-Renault            | 70     | 1      | + 1 Runde   | 12    | 1:13,922 (37.)   |
| 10   | Lando Norris       | McLaren-Mercedes          | 70     | 3      | + 1 Runde   | 05    | 1:13,761 (53.)   |
| 11   | Sebastian Vettel   | Aston Martin-Mercedes     | 70     | 2      | + 1 Runde   | 09    | 1:13,634 (69.)   |
| 12   | Kimi Räikkönen     | Alfa Romeo Racing-Ferrari | 70     | 2      | + 1 Runde   | Box   | 1:12,621 (54.)   |
| 13   | George Russell     | Williams-Mercedes         | 70     | 2      | + 1 Runde   | 17    | 1:14,355 (45.)   |
| 14   | Antonio Giovinazzi | Alfa Romeo Racing-Ferrari | 70     | 2      | + 1 Runde   | 13    | 1:14,227 (44.)   |
| 15   | Yuki Tsunoda       | AlphaTauri-Honda          | 70     | 3      | + 1 Runde   | 15    | 1:14,204 (62.)   |
| 16   | Nicholas Latifi    | Williams-Mercedes         | 70     | 2      | + 1 Runde   | 16    | 1:14,616 (57.)   |
| 17   | Nikita Masepin     | Haas-Ferrari              | 69     | 1      | + 2 Runden  | 19    | 1:14,954 (36.)   |
| 18   | Mick Schumacher    | Haas-Ferrari              | 69     | 3      | + 2 Runden  | 18    | 1:13,793 (66.)   |
| –    | Daniel Ricciardo   | McLaren-Mercedes          | 49     | 2      | DNF         | 11    | 1:14,443 (40.)   |
| –    | Lance Stroll       | Aston Martin-Mercedes     | 47     | 2      | DNF         | 14    | 1:15,344 (25.)   |

## WM-Stände nach dem Rennen
Die ersten drei des Sprint-Qualifyings bekamen 3, 2 bzw. 1 Punkt(e). Die ersten zehn des Rennens bekamen 25, 18, 15, 12, 10, 8, 6, 4, 2 bzw. 1 Punkt(e). Zusätzlich gab es einen Punkt für die schnellste Rennrunde, da der Fahrer unter den ersten Zehn landete.

### Fahrerwertung
| Pos. | Fahrer           | Konstrukteur          | Punkte |
| ---- | ---------------- | --------------------- | ------ |
| 01   | Max Verstappen   | Red Bull Racing-Honda | 332,5  |
| 02   | Lewis Hamilton   | Mercedes              | 318,5  |
| 03   | Valtteri Bottas  | Mercedes              | 203    |
| 04   | Sergio Pérez     | Red Bull Racing-Honda | 178    |
| 05   | Lando Norris     | McLaren-Mercedes      | 151    |
| 06   | Charles Leclerc  | Ferrari               | 148    |
| 07   | Carlos Sainz jr. | Ferrari               | 139,5  |
| 08   | Daniel Ricciardo | McLaren-Mercedes      | 105    |
| 09   | Pierre Gasly     | AlphaTauri-Honda      | 92     |
| 10   | Fernando Alonso  | Alpine-Renault        | 62     |
| 11   | Esteban Ocon     | Alpine-Renault        | 50     |

| Pos. | Fahrer             | Konstrukteur              | Punkte |
| ---- | ------------------ | ------------------------- | ------ |
| 12   | Sebastian Vettel   | Aston Martin-Mercedes     | 42     |
| 13   | Lance Stroll       | Aston Martin-Mercedes     | 26     |
| 14   | Yuki Tsunoda       | AlphaTauri-Honda          | 20     |
| 15   | George Russell     | Williams-Mercedes         | 16     |
| 16   | Kimi Räikkönen     | Alfa Romeo Racing-Ferrari | 10     |
| 17   | Nicholas Latifi    | Williams-Mercedes         | 7      |
| 18   | Antonio Giovinazzi | Alfa Romeo Racing-Ferrari | 1      |
| 19   | Mick Schumacher    | Haas-Ferrari              | 0      |
| 20   | Robert Kubica      | Alfa Romeo Racing-Ferrari | 0      |
| 21   | Nikita Masepin     | Haas-Ferrari              | 0      |

### Konstrukteurswertung
| Pos. | Konstrukteur          | Punkte |
| ---- | --------------------- | ------ |
| 1    | Mercedes              | 521,5  |
| 2    | Red Bull Racing-Honda | 510,5  |
| 3    | Ferrari               | 287,5  |
| 4    | McLaren-Mercedes      | 256    |
| 5    | Alpine-Renault        | 112    |

| Pos. | Konstrukteur              | Punkte |
| ---- | ------------------------- | ------ |
| 06   | AlphaTauri-Honda          | 112    |
| 07   | Aston Martin-Mercedes     | 68     |
| 08   | Williams-Mercedes         | 23     |
| 09   | Alfa Romeo Racing-Ferrari | 11     |
| 10   | Haas-Ferrari              | 0      |